# Cethegus
|  | Aquest article tracta sobre el gènere d'aranyes. Si cerqueu personatges amb aquest nom, vegeu «Ceteg». |

Cethegus és un gènere d'aranyes de la família dels diplúrids (Dipluridae) presents a Austràlia.

## Taxonomia
- Cethegus barraba Raven, 1984 — Nova Gal·les del Sud
- Cethegus broomi (Hogg, 1901) — Nova Gal·les del Sud
- Cethegus colemani Raven, 1984 — Queensland
- Cethegus daemeli Raven, 1984 — Queensland
- Cethegus elegans Raven, 1984 — Queensland
- Cethegus fugax (Simon, 1908) — Austràlia Occidental, Austràlia Meridional
- Cethegus hanni Raven, 1984 — Queensland
- Cethegus ischnotheloides Raven, 1985 — Austràlia Meridional
- Cethegus lugubris Thorell, 1881 — Queensland
- Cethegus multispinosus Raven, 1984 — Queensland
- Cethegus pallipes Raven, 1984 — Queensland
- Cethegus robustus Raven, 1984 — Queensland